# Возрождение (посёлок при железнодорожной станции, Ленинградская область)
Возрождение (до 1948 года Кавантсаари, фин. Kavantsaari) — посёлок при железнодорожной станции в Каменногорском городском поселении Выборгского района Ленинградской области.

## Название
Зимой 1948 года деревне и станции Кавантсаари было присвоено новое название — Возрождение, по названию совхоза «Возрождение», расположенного в деревне. Окончательно это переименование было закреплено указом Президиума ВС РСФСР от 13 января 1949 года.

## История
- Деревня и станция Кавантсаари на финской карте 1923 года

До 1939 года станция Кавантсаари входила в состав волости Антреа Выборгской губернии Финляндской республики.
С 1 января 1940 года — в составе Карело-Финской ССР.
С 1 августа 1941 года по 30 июня 1944 года финская оккупация.
С 1 ноября 1944 года — в составе Ханнильского сельсовета Яскинского района.
С 1 октября 1948 года — в составе Липовского сельсовета Лесогорского района. 
С 1 января 1949 года учитывается административными данными, как посёлок при станции Возрождение.
С 1 декабря 1960 года — в составе Выборгского района. 
По данным 1966, 1973 и 1990 годов посёлок при станции Возрождение находился в составе Липовского сельсовета.
В 1997 году в посёлке при станции Возрождение Возрожденской волости проживали 127 человек, в 2002 году — также 127 человек (русские — 90 %).
В 2007 году в посёлке при станции Возрождение Каменногорского ГП проживал 101 человек, в 2010 году — 108 человек.

## География
Посёлок расположен в северной части района близ автодороги 41К-185 (Комсомольское — Приозерск) в месте примыкания к ней автодороги 41К-440 (Возрождение — Михайловка).
Расстояние до административного центра поселения — 20 км. 
В посёлке находится железнодорожная станция Возрождение. 
Посёлок находится на западном берегу озера Крайнее.

## Демография
| 2007 | 2010 | 2017 | 2021 |
| ---- | ---- | ---- | ---- |
| 101  | ↗108 | ↘52  | ↗70  |

## Фото
- Вокзал станции Возрождение. 2019 г.

## Улицы
Вокзальная.